# 格勒迪納里鄉 (奧爾特縣)
44°35′N 24°16′E / 44.583°N 24.267°E
格勒迪納里鄉（羅馬尼亞語：Comuna Grădinari, Olt），是羅馬尼亞的鄉份，位於該國南部，由奧爾特縣負責管轄，面積17平方公里，海拔高度130米，2007年人口2,630，人口密度每平方公里151人。